# Küchler
Küchler ist ein deutscher Familienname.

## Namensträger
- Albert Küchler (1803–1886), dänischer Historien-, Porträt- und Genremaler, Franziskaner (OFM)
- Alwin H. Küchler (* 1965), deutscher Kameramann
- Andreas Küchler (1953–2001), deutscher Maler und Grafiker
- Balthasar Küchler (um 1571–1641), deutscher Maler
- Carl Küchler (1869–1945), deutscher Skandinavist und Reiseschriftsteller
- Carl Gotthelf Küchler (1807–1843), deutscher Zeichner und Radierer
- Carl Hermann Küchler (1866–1903), deutscher Maler und Illustrator
- Emil Küchler (1844–1885), deutscher Anarchist und Attentäter
- Erich Küchler (1912–1972), deutscher Kameramann
- Ernst Küchler (* 1944), deutscher Politiker (SPD)
- Ernst von Küchler (1884–1956), deutscher Diplomat
- Fabian Küchler (* 1997), deutscher Skeletonpilot
- Ferdinand Küchler (1867–1937), deutscher Geiger und Komponist
- Friedrich Küchler (Verwaltungsbeamter) (1799–1866), Direktor der Provinz Oberhessen
- Friedrich Küchler (1822–1898), Direktor der Provinz Rheinhessen
- Friedrich Küchler (Theologe) (1874–1921), deutscher evangelischer Theologe, Alttestamentler
- Georg Küchler (Architekt) (1874–1951), deutscher Architekt
- Georg von Küchler (1881–1968), deutscher Generalfeldmarschall
- Georg Karl Küchler (1773–1854), deutscher Beamter und Politiker, siehe Karl Küchler
- Hans Küchler (Grafiker) (1929–2001), Schweizer Grafiker
- Hans Küchler (Fußballspieler) (1935–2023), deutscher Fußballspieler
- Heinrich Bernhard Carl Küchler (1807–1868), Kaufmann und Politiker der Freien Stadt Frankfurt
- Herbert Küchler (1908–1964), deutscher Schachkomponist und -redakteur
- Johann Küchler (1803–1873), deutscher Jurist und Kreisdirektor
- Josef Küchler (1902–1997), deutscher Politiker (CDU)
- Karl Küchler (1773–1854), deutscher Beamter und Politiker, Landtagsabgeordneter Großherzogtum Hessen
- Karl von Küchler (1831–1922), deutscher Offizier und Hofmarschall
- Kurt Küchler (1883–1925), deutscher Journalist und Schriftsteller
- Lena Küchler-Silberman (1910–1987), polnische Akteurin des Jüdischen Widerstands gegen den Nationalsozialismus in Polen
- Leopold Küchler (1910–1984), österreichischer Chemiker
- Maria Küchler-Flury (* 1941), Schweizer Politikerin
- Max Küchler (* 1944), Schweizer Theologe
- Nicole Küchler-Stahn (* 1980), deutsche Medienmanagerin, Wirtschaftswissenschaftlerin und Hochschullehrerin
- Niklaus Küchler (* 1941), Schweizer Politiker
- Rosalie Küchler-Ming (1882–1946), Schweizer Heimatschriftstellerin
- Rudolf Küchler (1867–1946), österreichischer Bildhauer
- Sabine Küchler (* 1965), deutsche Schriftstellerin
- Sebastian Küchler-Blessing (* 1987), deutscher Domorganist
- Susanne Küchler (* 1957), deutsch-britische Ethnologin
- Steven Küchler (* 1975), deutscher Boxer
- Tim Küchler (* 1986), deutscher Schauspieler
- Walther Küchler (1877–1953), deutscher Romanist und Literaturwissenschaftler
- Wilhelm Küchler (Politiker, 1846) (1846–1900), deutscher Politiker, Oberbürgermeister von Worms
- Wilhelm Küchler (Politiker, 1936) (* 1936), deutscher Unternehmer und Politiker (CDU), MdL Hessen